# Waldbahn Langau–Lackenhof
| Waldbahn Langau–Lackenhof                                              | Waldbahn Langau–Lackenhof |
| ---------------------------------------------------------------------- | ------------------------- |
| Lowry der Rothwald- und Langau-Eisenbahn sowie Detail des Zapfenlagers |                           |
| Streckenlänge:                                                         | 4,7 km                    |
| Spurweite:                                                             | 1000 mm (Meterspur)       |
|                                                                        |                           |

Die Waldbahn Langau–Lackenhof war eine von Pferden gezogene Meterspur-Waldbahn mit metallbeschlagenen hölzernen Schienen von Langau bei Gaming zur Ötscherwiese bei Lackenhof in Niederösterreich. Sie wurde von der Familie Festetics (Domäne Gaming) 1828 verlegt und bis 1867/1868 betrieben.

## Geschichte
Brennholzscheite von Bäumen, die an der Weißen Ois, dem Oberlauf der Ybbs, geschlagen wurden, wurden ungebündelt bis nach Langau getriftet. Um dieses Holz zur in die Donau mündenden Erlauf zu transportieren, wurde 1828 die Pferdebahn Langau–Lackenhof verlegt. Mit ihr wurde ab 1856 auch im Rothwald geschlagenes Holz transportiert, das zuvor mit der Rothwaldbahn zur Oisklause transportiert worden war.

## Streckenverlauf
Die 4,7 km lange Strecke führte von Langau an Lackenhof vorbei, durch das Weitental zur Ötscherwiese.

## Oberbau
Die Bahn bestand aus mit eisernen Flachschienen beschlagenen 5,25 Meter langen Holzschienen mit einer Spurweite von 1000 mm. Die Trasse der Bahn ist heute noch sichtbar und dient als Rad- und Wanderweg.

## Transportkette
Die Trocknung und der Transport des Brennholzes vom Rothwald bis Wien benötigte etwa 2 Jahre. Dabei wurde ab 1854 folgende Transportkette durchlaufen:
- Rothwaldbahn vom Großen Urwald zur Oisklause (7,4 km)
- Trift auf der Ois von der Oisklause nach Langau
- Pferdebahn Langau–Lackenhof (4,7 km)
- Im Winter mit Pferdeschlitten auf einem 1350 m langen Schlittweg über Raneck zu einer 340 m langen Eisriese oberhalb einer 570 m langen Wasserriese zu einer Klause im Juckfidelgraben und von dort durch den Nestelberggraben in die Erlauf bei den Tormäuern
- Trift auf der Erlauf zur Donau bei Pöchlarn
- Holzplätten auf der Donau von Pöchlarn nach Wien[6]